# Kurt-Schumacher-Allee (Bremen)
Die Kurt-Schumacher-Allee ist eine Straße in Bremen im Stadtteil Vahr, Ortsteil Neue Vahr Südost. Sie führt in Ost-West-Richtung von der Julius-Brecht-Allee bis zur Geschwister-Scholl-Straße / Stauffenbergstraße.
Sie gliedert sich in die Teilbereiche:
- Julius-Brecht-Allee bis Berliner Freiheit und
- Berliner Freiheit bis Geschwister-Scholl-Straße.

Die Querstraßen wurden u. a. benannt nach sozialdemokratischen Politikern und Theoretikern und Persönlichkeiten des Widerstandes gegen den Nationalsozialismus im Deutschen Reich; ansonsten siehe beim Link zu den Straßen.

## Geschichte

### Name
Die Kurt-Schumacher-Allee wurde Ende Oktober 1957 nach dem ersten SPD-Bundesvorsitzenden Dr. Kurt Schumacher (1895–1952) benannt, der von 1933 bis 1945 von den Nazis inhaftiert wurde und in den ersten Jahren der Bundesrepublik der große Gegenspieler von Konrad Adenauer war.

### Entwicklung

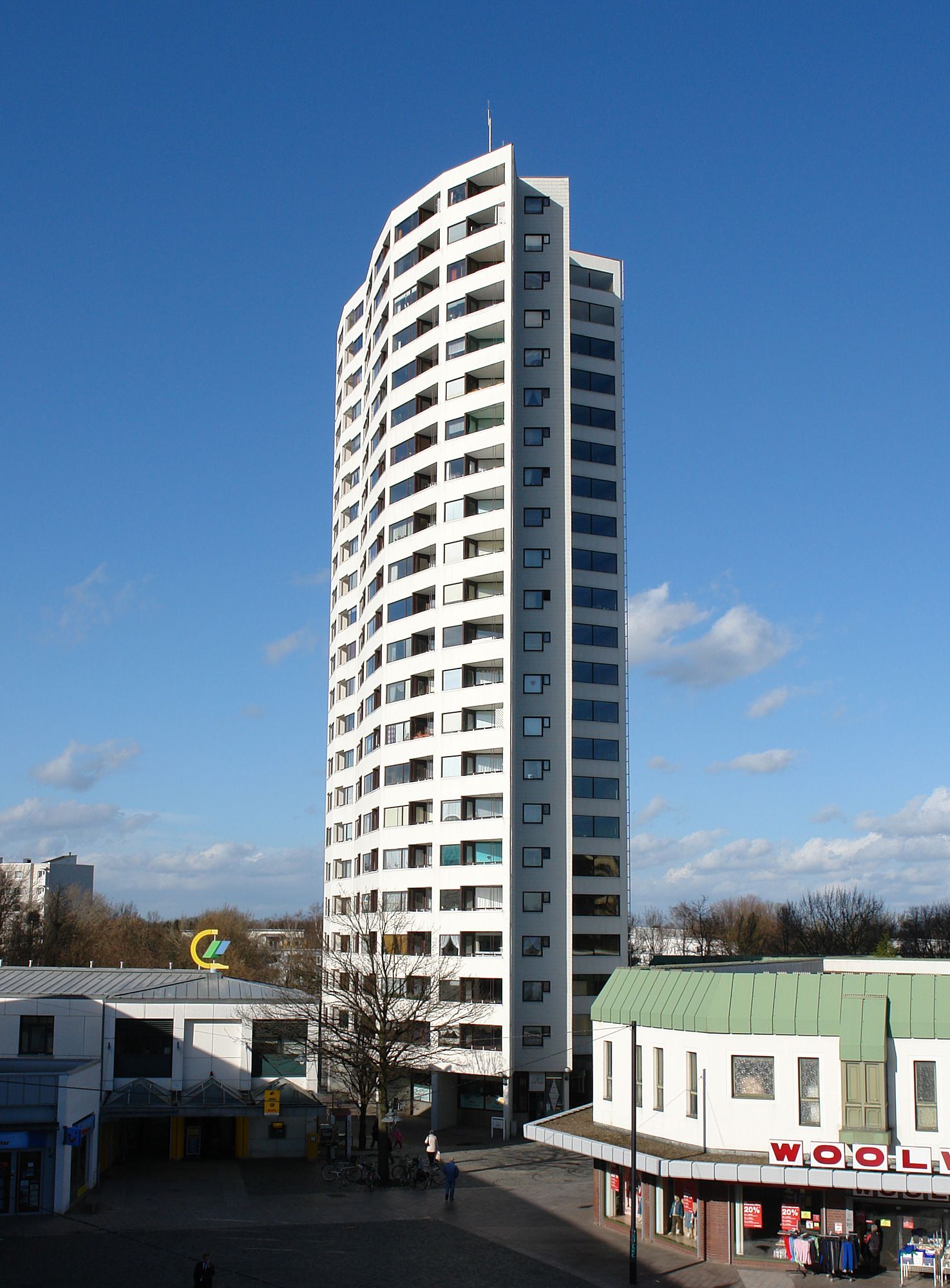
Aalto-Hochhaus

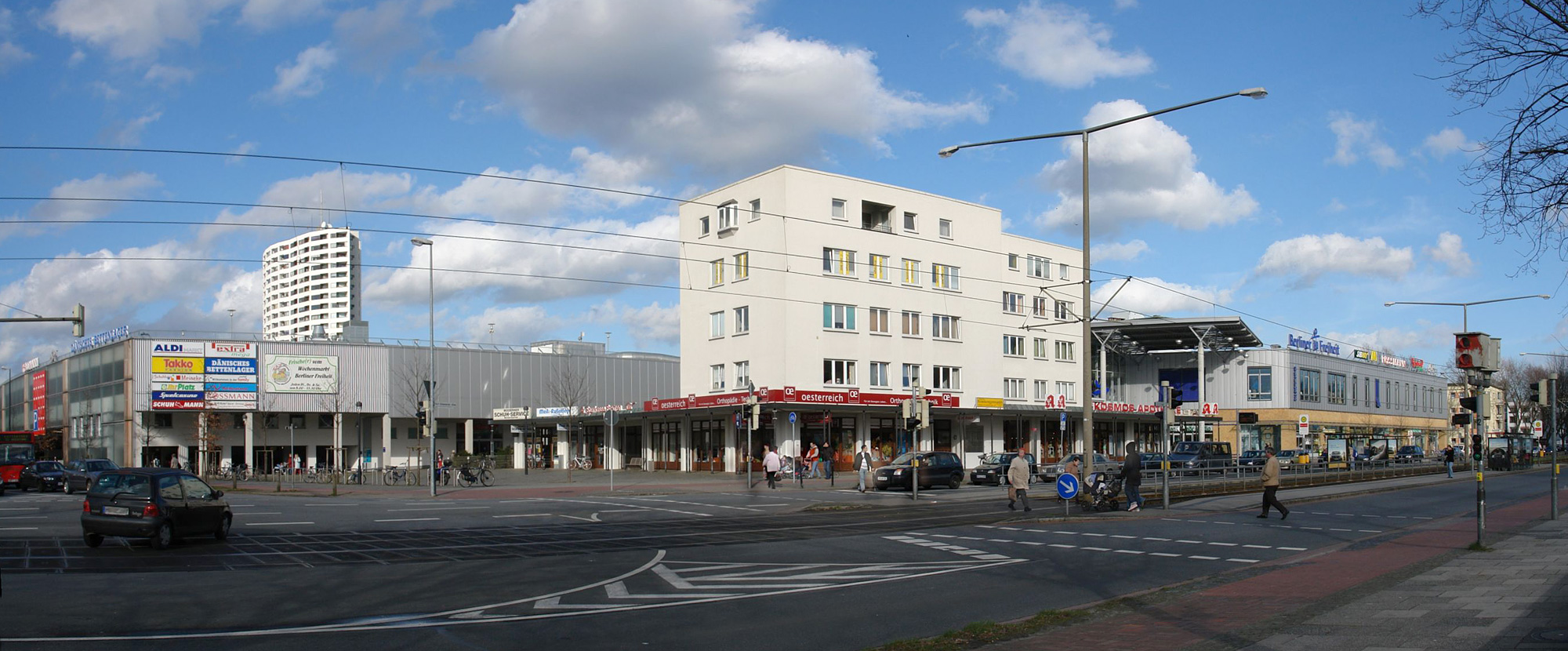
Kurt-Schumacher-Allee und Berliner Freiheit

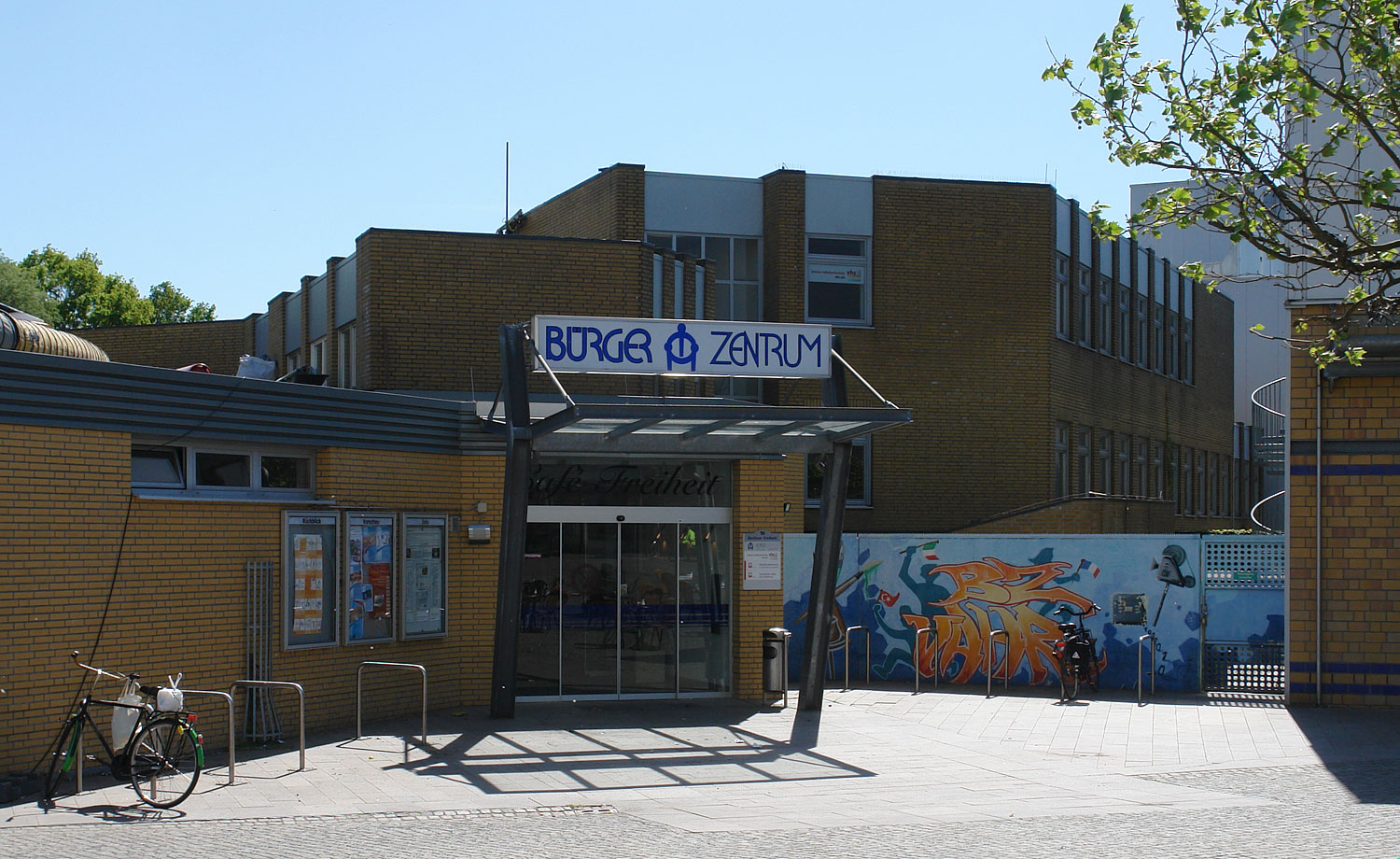
Bürgerzentrum Vahr

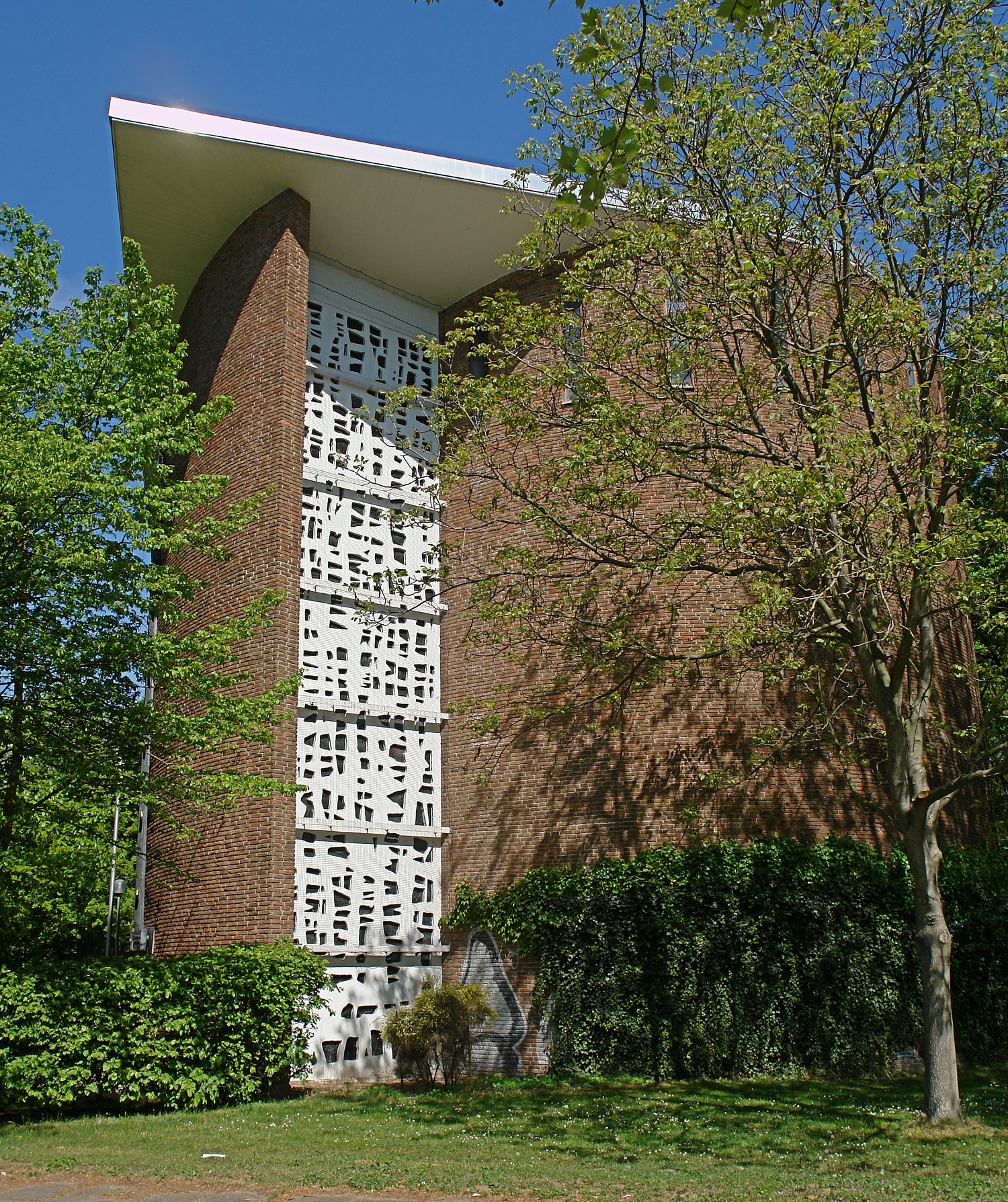
Nr. 62: St. Hedwig

In der Vahr, um 1167 als Flur Vare oder Vora (= Furche) genannt, wurden nach dem Zweiten Weltkrieg von 1955 bis 1962 über 14.000 neue Wohnungen für um die 34.000 Einwohner gebaut.
Die ersten Bewohner der Neuen Vahr bezogen ihre Wohnungen am 1. Oktober 1957 im Haus Nummer 29 der damals noch namenlosen Kurt-Schumacher-Allee. Diese wurde die zentrale Hauptstraße der Neuen Vahr-Süd, die 1960 bereits 11.598 Einwohner aufwies. Die Gewoba war der größte Bauträger für diesen sozialen Wohnungsbau. Das Stadtteilzentrum an der Berliner Freiheit von um 1960 ist der zentrale Mittelpunkt der Vahr.

### Verkehr
Die Straßenbahn Bremen verkehrt seit 1967 in der Kurt-Schumacher-Allee mit der Stadtbahnlinie 1. Heute fährt sie die Strecke Huchting – Am Brill – Hauptbahnhof – Dobben – Vahr – Osterholz – Tenever – Weserpark – Bahnhof Mahndorf. Nachts heißt sie N1. Ursprünglich fuhr sie 1967 vom Arsterdamm nach Blockdiek und wurde stadtauswärts dreimal verlängert: 1968 bis Osterholz, 2012 bis Nusshorn und 2013 bis zum Bahnhof Mahndorf. In der anderen Richtung wurde sie 1973 vom Arsterdamm bis Arsten verlängert, seit 1998 fährt sie nach Huchting.

Im Nahverkehr in Bremen verkehrt auf der Kurt-Schumacher-Allee die Buslinie 21 (Sebaldsbrück (Mercedes-Benz) – Vahr – Universität) und 29 (Kattenturm – Hemelingen – Sebaldsbrück – Berliner Freiheit – Gustav-Radbruch-Straße).

## Gebäude und Anlagen
An der Straße befinden sich zumeist viergeschossige Gebäude und einige Hochhäuser, die zumeist Wohnhäuser sind und im zentralen Bereich an der Berliner Freiheit 2- bis 4-gesch. Geschäftshäuser.
Baudenkmale (Beschreibung s. bei Gebäude)
- Aalto-Hochhaus von 1961 seit 1995 unter Denkmalschutz
- St.-Hedwig-Kirche, Pfarr- und Gemeindehaus und Jugendhaus von 1964 sowie Kindergarten von 1972 seit 2000 unter Denkmalschutz

Erwähnenswerte Gebäude und Anlagen
- Nr. 1: 4-gesch. Wohnanlage Vahr von 1982 nach Plänen von Kurt Schmidt[3]
- Nr. 2/In der Vahr 76: 2-/3-gesch. Gebäude der Polizei Bremen (Polizeipräsidium Bremen) in einer ehemaligen Kaserne und in 3-gesch. Neubauten
- Nr. 2: 2-gesch. Geschäfts- und Ärztehaus
- Nr. 5: 1-/2-gesch. Hallenbad Vitalbad Vahr, eröffnet 2000 als Ersatz für das von 1961 bis 1993 bestehende Herbert-Ritze-Bad
- Nr. 5A: 4-gesch. Pflegeheim Heinrich-Albertz-Haus der AWO
- Nr. 9/13: 14-gesch. Wohnhochhaus mit Ladenzeile nach Plänen von Günther Hafemann und Max Säume
- Nr. 23: 2-gesch. Geschäftshaus mit der Wilhelm-Leuschner-Apotheke
- Nr. 29–66: 4-gesch. Wohnbauten
- Berliner Freiheit, Stadtteilzentrum von um 1960 mit Geschäften und dem Wochenmarkt. Ab 2001 wurden Teilbereiche der Läden abgerissen und bis 2003 entstand ein Einkaufszentrum.
  - Nr. 1E: 5-gesch. Geschäftshaus mit Sparkasse Bremen und Apotheke; dahinter große Parkgarage
  - Nr. 9: 21-gesch. Aalto-Hochhaus als 65 Meter hohes Wohnhochhaus mit 189 Wohnungen von 1959/61 nach Plänen von Alvar Aalto, Finnland (BDA-Preis Bremen 1974) als einprägsame Landmarke.[4]
  - Nr. 9C: Sozialzentrum am Vahrer See und AWO-Dienstleistungszentrum Vahr
  - Nr. 10: 2-gesch. Bürgerzentrum Vahr als Bremer Bürgerhaus von 1977 nach Plänen von Werner Glade
  - Nr. 10: Sitz des SC Vahr-Blockdiek, Sportverein
  - Nr. 11: 2-gesch. Einkaufszentrum von 2003 mit rund 65 Läden auf  18.600 m² Fläche
  - Parkanlage mit dem Vahrer See
- Nr. 22–54: 4-gesch. Wohnbauten
  - Nr. 44: Sitz des Turn- und Sportverein Vahr-Bremen von 1959 mit etwa 1200 Mitgliedern
- Nr. 65: 2-gesch. Oberschule an der Kurt-Schumacher-Allee mit 4-gesch. Erweiterungsbau von 2016[5] nach Plänen von Arbeitsgemeinschaft Schulze Pampus und Planungsgruppe Gestering Knipping de Vries (Bremer BDA-Preis 2018).
  - Mütterzentrum-Vahr
- Nr. 71: 14-gesch. Wohnhochhaus
- Nr. 73–97: 4-gesch. Wohnbauten als „Schlangenbau“ nach Plänen von Günther Hafemann und Max Säume
- Nr. 62: Katholische Kirche Sankt Hedwig von 1964 nach Plänen von Theo Burlage und Bernd Nierbuer
  - Kindergarten von 1972 nach Plänen von Karl-Heinz Bruns

Denkmale, Gedenktafeln
- Berliner Freiheit:
  - Sandsteinrelief Leben einzeln und frei von 1987 von Heinrich Brumm und Miroslav aus der Bildhauerwerkstatt der Justizvollzugsanstalt Bremen
  - Bronzeplastik von 1987: Ich wär so gern Dein Teddybär von Thomas Recker
  - Objekt als Dachaufsatz mit kinetischer Raute von 1990 von Tomitaro Nachi auf dem Dach der Post
  - Bronzeskulptur Die Liegende von Seff Weidl
- Nr. 5: In Bewegung: Wasser, Licht und Malerei durch 45 Leuchtkästen von 2003 von Jimmi D. Paesler